# Liste des épisodes de Ninjago : Le Soulèvement des Dragons
Cet article présente la liste des épisodes de Ninjago : Le Soulèvement des Dragons.
Ninjago : Le Soulèvement des Dragons est série télévisée de super-héros ninja fantastique produite par The Lego Group et animée par WildBrain. Elle est la suite de la série originale intitulée Ninjago : Les Maîtres du Spinjitzu, produite de 2011 à 2022, et s'établit dans le même univers. En France, le premier épisode de la série sort en streaming sur les plateformes Okoo et France TV le 1er juin 2023 et est diffusé à la télévision sur France 4 le 4 juin 2023. Aux États-Unis, le premier épisode sort sur Netflix le 1er juin 2023.
Actuellement, la série est composée de trois saisons de 20 épisodes de 22 minutes. En France, les 2 premiers épisodes de la saison 3 sont sortis le 11 avril 2025, et seront suivis des épisodes 3, 4 et 5 le 17 avril pour finir avec les épisodes 6 à 10 le 24 avril. La partie 2, composée des épisodes 11 à 20, sortira le 4 septembre 2025.
Alors que chacune des saisons de Ninjago : Les Maîtres du Spinjitzu portait un sous-titre, ce n'est pas le cas des saisons de Ninjago : Le Soulèvement des Dragons qui se contentent d'une simple numérotation, toujours dans cette optique de sérialisation.

## Diffusion

### Saisons
| Saisons | Saisons | Épisodes | France        | France           | France        | France           | États-Unis    | États-Unis       |
| Saisons | Saisons | Épisodes | Télévision    | Télévision       | Streaming     | Streaming        | Streaming     | Streaming        |
| Saisons | Saisons | Épisodes | Début         | Fin              | Début         | Fin              | Début         | Fin              |
| ------- | ------- | -------- | ------------- | ---------------- | ------------- | ---------------- | ------------- | ---------------- |
|         | S1      | 20       | 4 juin 2023   | 3 novembre 2023  | 1er juin 2023 | 19 octobre 2023  | 1er juin 2023 | 12 octobre 2023  |
|         | S2      | 20       | 31 mars 2024  | 16 novembre 2024 | 31 mars 2024  | 8 octobre 2024   | 4 avril 2024  | 3 octobre 2024   |
|         | S3      | 20       | 17 avril 2025 | 4 septembre 2025 | 11 avril 2025 | 4 septembre 2025 | 17 avril 2025 | 4 septembre 2025 |

### Mini-saisons
Les mini-saisons sont composées de mini-épisodes de durée variable. Elles s'établissent dans le canon de la série mais leur visionnage n'est pas nécessaire à la compréhension du fil principal de la série. Au contraire des épisodes, les mini-épisodes ne sont pas diffusés à la télévision mais seulement publiés sur la chaîne YouTube officielle de LEGO.
| Mini-saisons | Mini-saisons | Épisodes | France         | France          | États-Unis     | États-Unis      |
| Mini-saisons | Mini-saisons | Épisodes | Streaming      | Streaming       | Streaming      | Streaming       |
| Mini-saisons | Mini-saisons | Épisodes | Début          | Fin             | Début          | Fin             |
| ------------ | ------------ | -------- | -------------- | --------------- | -------------- | --------------- |
|              | MS1          | 3        | 6 janvier 2024 | 12 janvier 2024 | 6 janvier 2024 | 12 janvier 2024 |

## Saisons et épisodes

### Saison 1
La saison 1 est composée de 20 épisodes de 22 minutes. Lors de sa diffusion, elle a été divisée en deux parties, chacune composée de 10 épisodes. En France, la première partie a été diffusée à partir du 1er juin 2023 tandis que les épisodes 11 à 15 sont arrivés le 12 octobre et la fin de la saison est arrivée le 19 octobre 2023.
|        | N°       | N°                              | Titre français                     | Titre original | Date de diffusion | Date de diffusion |
| Global | Épisodes | Streaming                       | Titre français                     | Titre original | Télévision        |                   |
| ------ | -------- | ------------------------------- | ---------------------------------- | -------------- | ----------------- | ----------------- |
| 1      | 1        | La Fusion : Partie 1            | The Merge: Part 1                  | 01/06/2023     | 04/06/2024        |                   |
| 2      | 2        | La Fusion : Partie 2            | The Merge: Part 2                  | 01/06/2023     | 04/06/2024        |                   |
| 3      | 3        | Le Carnaval de la Jonction      | Crossroads Carnival                | 01/06/2023     | 04/06/2024        |                   |
| 4      | 4        | Au-delà de la folie             | Beyond Madness                     | 01/06/2023     | 11/06/2024        |                   |
| 5      | 5        | Les Écrivains de la Destinée    | Writers of Destiny                 | 01/06/2023     | 11/06/2024        |                   |
| 6      | 6        | Retour à Impérium               | Return to Imperium                 | 01/06/2023     | 11/06/2024        |                   |
| 7      | 7        | Des créatures stupides          | Mindless Beasts                    | 01/06/2023     | 18/06/2024        |                   |
| 8      | 8        | Le danger c'est moi             | I Will Be the Danger               | 01/06/2023     | 18/06/2024        |                   |
| 9      | 9        | La Paix Intérieure              | The Calm Inside                    | 01/06/2023     | 18/06/2024        |                   |
| 10     | 10       | La Bataille du Second Monastère | The Battle of the Second Monastery | 01/06/2023     | 18/06/2024        |                   |
| 11     | 11       | Le Temple des Cœurs de Dragons  | The Temple of the Dragon Cores     | 12/10/2023     | 22/10/2024        |                   |
| 12     | 12       | Le Gang des Mers                | Gangs of the Sea                   | 12/10/2023     | 22/10/2024        |                   |
| 13     | 13       | Mauvaises blagues               | Wyldly Inappropriate               | 12/10/2023     | 25/10/2024        |                   |
| 14     | 14       | Le Dernier Djinn                | The Last Djinn                     | 12/10/2023     | 26/10/2024        |                   |
| 15     | 15       | On appelle ça la malédiction    | They Call it Doom                  | 12/10/2023     | 27/10/2024        |                   |
| 16     | 16       | La Terre des Égarés             | Land of Lost Things                | 19/10/2023     | 30/10/2024        |                   |
| 17     | 17       | L'Administration                | The Administration                 | 19/10/2023     | 31/10/2024        |                   |
| 18     | 18       | Le Pouvoir Absolu               | Absolute Power                     | 19/10/2023     | 01/11/2024        |                   |
| 19     | 19       | Tous des Dragons                | We Are All Dragons                 | 19/10/2023     | 02/11/2024        |                   |
| 20     | 20       | Le Pouvoir du Cœur              | The Power Within                   | 19/10/2023     | 03/11/2024        |                   |

### Saison 2
La saison 2 est composée de 20 épisodes de 22 minutes,. De la même manière que pour la saison 1, lors de sa diffusion, la saison 2 a été divisée en deux parties, chacune composée de 10 épisodes. En France, la première partie a été diffusée à partir du 31 mars et 7 avril tandis que la deuxième partie arrivera le 1er octobre en streaming puis à partir du 19 octobre à la télévision.
|        | N°       | N°                                  | Titre français             | Titre original | Date de diffusion | Date de diffusion |
| Global | Épisodes | Streaming                           | Titre français             | Titre original | Télévision        |                   |
| ------ | -------- | ----------------------------------- | -------------------------- | -------------- | ----------------- | ----------------- |
| 21     | 1        | La Lune de Sang                     | The Blood Moon             | 31/03/2024     | 31/03/2024        |                   |
| 22     | 2        | Des rêves détruits                  | Shattered Dreams           | 31/03/2024     | 31/03/2024        |                   |
| 23     | 3        | La Grotte aux Illusions             | Beyond the Phantasm Cave   | 31/03/2024     | 07/04/2024        |                   |
| 24     | 4        | La Force venue de l'Est             | Force From the East        | 31/03/2024     | 07/04/2024        |                   |
| 25     | 5        | Le Sort de la Cascade               | The Spell at the Waterfall | 31/03/2024     | 14/04/2024        |                   |
| 26     | 6        | En route pour Mystérium             | To Mysterium               | 07/04/2024     | 14/04/2024        |                   |
| 27     | 7        | Les Fugitifs du Royaume de la Folie | Fugitive From Madness      | 07/04/2024     | 21/04/2024        |                   |
| 28     | 8        | Les Secrets des Terres de Lave      | Secrets of the Wyldness    | 07/04/2024     | 21/04/2024        |                   |
| 29     | 9        | La Forêt des Esprits                | The Forest of Spirits      | 07/04/2024     | 28/04/2024        |                   |
| 30     | 10       | Ninja Rebelle                       | Rising Ninja               | 07/04/2024     | 28/04/2024        |                   |
| 31     | 11       | La Forme du Mouvement               | The Shape of Motion        | 01/10/2024     | 19/10/2024        |                   |
| 32     | 12       | Bienvenue dans la Cité des Temples  | Enter the City of Temples  | 01/10/2024     | 19/10/2024        |                   |
| 33     | 13       | Le Festin de Bienvenue              | They Gather for the Feast  | 01/10/2024     | 26/10/2024        |                   |
| 34     | 14       | Le Labyrinthe                       | Inside the Maze            | 01/10/2024     | 26/10/2024        |                   |
| 35     | 15       | Unis dans l'adversité               | United We Fall             | 01/10/2024     | 02/11/2024        |                   |
| 36     | 16       | Vérité et mensonges                 | Truth and Lies             | 08/10/2024     | 02/11/2024        |                   |
| 37     | 17       | L'Épée Brisée                       | The Sword Shatters         | 08/10/2024     | 09/11/2024        |                   |
| 38     | 18       | Des indices et des suspects         | Clues and Suspects         | 08/10/2024     | 09/11/2024        |                   |
| 39     | 19       | Le Combat Final                     | The Final Game             | 08/10/2024     | 16/11/2024        |                   |
| 40     | 20       | Trahison élémentaire                | Elements of Betrayal       | 08/10/2024     | 16/11/2024        |                   |

### Saison 3
La saison 3 est composée de 20 épisodes de 22 minutes. Les 10 premiers épisodes de la saison 3 sortiront du 11 au 24 avril. Les 10 derniers épisodes, quant à eux, seront diffusés pendant l'automne 2025. 
|        | N°       | N°                             | Titre français                       | Titre original | Date de diffusion | Date de diffusion |
| Global | Épisodes | Streaming                      | Titre français                       | Titre original | Télévision        |                   |
| ------ | -------- | ------------------------------ | ------------------------------------ | -------------- | ----------------- | ----------------- |
| 41     | 1        | Les Disparus                   | The Missing                          | 11/04/2025     | 19/04/25          |                   |
| 42     | 2        | L'Objet d'Admiration Ultime    | The Ultimate Object of Admiration    | 11/04/2025     | 19/04/25          |                   |
| 43     | 3        | Les Terres Spectrales          | The Spectral Lands                   | 17/04/2025     | 26/04/25          |                   |
| 44     | 4        | L’attaque du Zane-Express      | The Great Zane Robbery               | 17/04/2025     | 26/04/25          |                   |
| 45     | 5        | Le seul à pouvoir les sauver   | I Alone Can Save Them                | 17/04/2025     | 03/05/25          |                   |
| 46     | 6        | Des vœux désespérés            | Fallen Wishes                        | 24/04/2025     | 03/05/25          |                   |
| 47     | 7        | La demande de Sa Majesté       | Their Draconic Majesty's Request     | 24/04/2025     | 10/05/25          |                   |
| 48     | 8        | Des retrouvailles fracassantes | Crashing Together                    | 24/04/2025     | 10/05/25          |                   |
| 49     | 9        | Libérons le Chaos !            | Chaos Unchained                      | 24/04/2025     | 17/05/25          |                   |
| 50     | 10       | Le Dragon Destructeur          | The Shatter Dragon                   | 24/04/2025     | 17/05/25          |                   |
| 51     | 11       | [à annoncer]                   | The Hollow Ones                      | automne 2025   | automne 2025      |                   |
| 52     | 12       | [à annoncer]                   | Human Resources                      | automne 2025   | automne 2025      |                   |
| 53     | 13       | [à annoncer]                   | Between You and Lee                  | automne 2025   | automne 2025      |                   |
| 54     | 14       | [à annoncer]                   | Casket of Bones                      | automne 2025   | automne 2025      |                   |
| 55     | 15       | [à annoncer]                   | The Screaming Earth                  | automne 2025   | automne 2025      |                   |
| 56     | 16       | [à annoncer]                   | Under the Light of a Mechanical Moon | automne 2025   | automne 2025      |                   |
| 57     | 17       | [à annoncer]                   | The Vault of Focus                   | automne 2025   | automne 2025      |                   |
| 58     | 18       | [à annoncer]                   | For Whom the Bell Tolls              | automne 2025   | automne 2025      |                   |
| 59     | 19       | [à annoncer]                   | When Doves Cry                       | automne 2025   | automne 2025      |                   |
| 60     | 20       | [à annoncer]                   | Chaos Reigns                         | automne 2025   | automne 2025      |                   |

## Mini-épisodes

### Mini-saison 1: Les Robots Élémentaires
La mini-saison 1 intitulée « Les Robots Élémentaires » (The Elemental Mechs) est composée de 3 épisodes de 5 minutes. Les épisodes sont publiés du 6 au 12 janvier 2024 sur la chaîne YouTube de LEGO. Cette mini-saison s'établit dans le canon de la série et prend place entre les saisons 1 et 2,.
|        | N°          | N°                              | Titre français     | Titre original | Date de diffusion | Date de diffusion |
| Global | Mini-saison | Streaming                       | Titre français     | Titre original | Télévision        |                   |
| ------ | ----------- | ------------------------------- | ------------------ | -------------- | ----------------- | ----------------- |
| -      | 1           | Des robots en une minute chrono | What the Mech?     | 06/01/2024     | -                 |                   |
| -      | 2           | La Master 5000                  | The Mech Master    | 09/01/2024     | -                 |                   |
| -      | 3           | Des robots et des nouilles      | A Pain in the Mech | 12/01/2024     | -                 |                   |